# Târgu Bujor
Târgu Bujor è una città della Romania di 7 619 abitanti, ubicata nel distretto di Galați, nella regione storica della Moldavia.
Fanno parte dell'area amministrativa anche le località di Moscu e Umbrărești.